# Iglesia del Purgatorio
La iglesia del Purgatorio es una iglesia de la ciudad italiana de Terracina. 

## Historia
Fue construida entre mediados del XVIII y 1787 sobre la iglesia medieval de San Nicola, por encargo de la Cofradía de la Buena Muerte.

## Descripción
Tiene planta central y fachada con un único orden alto de pilastras, rematadas por un tímpano mixtilínea